# Beli
 Ovo je glavno značenje pojma Beli. Za druga značenja pogledajte Beli (razdvojba).
Beli je mjesto u Primorsko-goranskoj županiji, na otoku Cresu, administrativno u sastavu grada Cresa. 

## Zemljopisni položaj
Naselje se nalazi na brežuljku nedaleko mora. Mjesto je na nadmorskoj visini od oko 100 metara, a zračnom linijom je udaljeno od mora tek 200 metara. Ispod mjesta je i lučica, Luka Beli. Luka je potpuno izložena vjetrovima I i II kvadranta pa se ne preporučuje za dulji boravak.
Najbliže naselje je Sveti Petar (2,5 km južno).

## Stanovništvo
Prema popisu iz 2011. godine ima 45 stanovnika.
| broj stanovnika | 580   | 583   | 348   | 413   | 432   | 444   | 827   | 873   | 357   | 190   | 107   | 81    | 66    | 38    | 35    | 47    | 54    |
|                 | 1857. | 1869. | 1880. | 1890. | 1900. | 1910. | 1921. | 1931. | 1948. | 1953. | 1961. | 1971. | 1981. | 1991. | 2001. | 2011. | 2021. |

## Poznate osobe
- Josip Bandera, hrv. rkt. svećenik, apostolski protonotar
- Domenico Bandera, vođa fašističke milicije

## Znamenitosti

### Rimski most
Rimski most - prema analizi žbuke i tehnici građenja potječe iz rimskog doba. U potpunosti je sačuvan i predstavlja rijedak primjer rimske arhitekture. Most ima jedan luk raspona 6,60 i visine 4,70 metara. Vjerojatno je izgrađen u doba cara Tiberija, jer je već u njegovo doba Beli bio utvrda rimskih legionara.

## Ekologija
U blizini mjesta je i utočište za bjeloglave supove "Eko-centar Caput Insulae Beli".

## Galerija
- Lučica
- Kuće
- Rimski most
- Stablo

## Vanjske poveznice

### Sestrinski projekti
|  | Zajednički poslužitelj ima još gradiva o temi Beli |

### Mrežna sjedišta
- Turistička zajednica Grada Cresa: Beli
- Večernji.hr – Petra Balija: »Blago u Belom: Priče i plaže iznenađenja na mirnome Cresu«